# Liste der Bodendenkmale in Embsen
In der Liste der Bodendenkmale in Embsen sind alle Bodendenkmale der niedersächsischen Gemeinde Embsen aufgelistet. Die Quelle ist der Denkmalatlas Niedersachsen. Der Stand der Liste ist der 29. August 2024.

## Allgemein
In den Spalten finden sich folgende Informationen des Bodendenkmales :
- Lage        : geographische Koordinaten
- Bezeichnung : Bezeichnung lt. Denkmalatlas
- Beschreibung: Beschreibung lt. Denkmalatlas
- ID          : Objekt-ID
- Bild        : Bild, ggf. zusätzlich mit Link zu weiteren Fotos im Medienarchiv Wikimedia Commons.

## Embsen
| Lage                         | Bezeichnung          | Beschreibung | ID       | Bild |
| ---------------------------- | -------------------- | --- | -------- | ---- |
| 53° 9′ 25″ N, 10° 19′ 32″ O  | Embsen 1, Grabhügel  | Rund, Dm. 12 m und H. 1 m. Rand abgesetzt. Nördlich der Kuppe tiefer Grabungstrichter. Weitere Eingrabungen im O und S. | 28935088 | BW   |
| 53° 9′ 58″ N, 10° 19′ 36″ O  | Embsen 2, Grabhügel  | Rund, Dm. 15 m; H. 1,1 m. Bis auf Fahrspuren unbeschädigt, Rand auslaufend. Einige bis kopfgroße Granitsteine sichtbar. | 28935090 | BW   |
| 53° 9′ 46″ N, 10° 19′ 25″ O  | Embsen 3, Grabhügel  | Rund, Durchmesser 12 m und Höhe 0,8 m. Rand auslaufend und im Südosten und Nordwesten jeweils durch vorbeiführende, leicht eingetiefte Wege geschnitten. Pflanzfurchen. | 28935094 | BW   |
| 53° 9′ 48″ N, 10° 19′ 21″ O  | Embsen 4, Grabhügel  | Fast rund, Dm. 13 m; H. 1,2 m. Rand auslaufend. In der Mitte eine flache Eingrabung. Flache Pflanzfurchen und am Nordwest-Rand eine Nordost-Südwest verlaufende Schneise mit Fahrspur. Am Nordwest-Rand und am Südost-Rand einzelne doppeltfaustgroße Steine.                   | 28935096 | BW   |
| 53° 9′ 52″ N, 10° 19′ 19″ O  | Embsen 5, Grabhügel  | Rund, Dm. 16 m; H. 1,5 m. Rand abgesetzt und im Norden angeschnitten. Oberfläche unregelmäßig. Waldweg und Grenzgraben verlaufen von Nordnordost nach Südsüdwest über die Hügelmitte, östlich der Mitte flache Eintiefung.                                                      | 28935098 | BW   |
| 53° 9′ 52″ N, 10° 19′ 21″ O  | Embsen 6, Grabhügel  | Rund, auf einer weiten, flachen Kuppe. Dm. 14 m; H. 1,1 m. Kuppe abgeflacht und Rand abgesetzt. Pflanzfurchen. Einzelne, mit Moos bewachsene faust- bis kopfgroße Steine sichtbar.                                                                                              | 28935100 | BW   |
| 53° 9′ 53″ N, 10° 19′ 19″ O  | Embsen 7, Grabhügel  | Fast rund, auf einer weiten, flachen Kuppe. Dm. 17 m; H. 1,5 m. Kuppe eingesenkt. Rand abgesetzt und im Osten von Grenzgraben geschnitten. | 28935102 | BW   |
| 53° 9′ 55″ N, 10° 19′ 21″ O  | Embsen 8, Grabhügel  | Rest eines fast runden Grabhügels. Dm. 12 m; H. noch 0,8 m. In der Hügelmitte ein Unterstand (2 × 3 m Grundfläche), der bis in den gewachsenen Boden eingetieft wurde. Nur noch der Rand ist erhalten; Randbereiche im Westen gestört und im Osten stark gestört.               | 28935104 | BW   |
| 53° 9′ 27″ N, 10° 19′ 34″ O  | Embsen 9, Grabhügel  | Rund, Dm. 16 m; H. 1 m. Rand abgesetzt. | 28935106 | BW   |
| 53° 9′ 28″ N, 10° 19′ 28″ O  | Embsen 10, Grabhügel | Oval, Nordnordost-Südsüdwest orientiert, Länge 12,5 m, Breite 11 m und Höhe 0,9 m. Zwei längliche Eingrabungen und einige kopfgroße Steine. Südwestrand durch Pflanzfurchen gestört und stößt an Gemarkungsgrenze.                                                              | 28935108 | BW   |
| 53° 9′ 24″ N, 10° 19′ 32″ O  | Embsen 11, Grabhügel | Oval, Nordwest-Südost orientiert, Länge 8 m, Breite 6 m und Höhe 0,5 m. Rand auslaufend. Westlich der Mitte ein Grenzstein. | 28935110 | BW   |
| 53° 9′ 44″ N, 10° 19′ 45″ O  | Embsen 12, Grabhügel | Fast rund, Durchmesser 12 m und Höhe 0,5 m. Rand auslaufend. | 28935112 | BW   |
| 53° 10′ 16″ N, 10° 19′ 14″ O | Embsen 13, Grabhügel | Rund, Dm. 16 m; H. 0,9 m. Kuppe abgeflacht. Rand im Süden auslaufend, sonst schwach abgesetzt. | 28935211 | BW   |
| 53° 9′ 42″ N, 10° 19′ 58″ O  | Embsen 14, Grabhügel | Oval, NO-SW orientiert, Länge ca. 16 m und Breite etwa 12 m, 0,3 m hoch erhalten. Rand läuft aus. ONO-Bereich durch flache Eintiefung gestört. | 28935213 | BW   |
| 53° 10′ 6″ N, 10° 20′ 58″ O  | Embsen 15, Grabhügel | Fast rund, Dm. 15 m, 0,7 m hoch erhalten. Rand läuft aus. Im Westen von einem Weg und einem Graben leicht angeschnitten. Über den Hügel verläuft eine Fahrspur in N-S-Richtung. Oberfläche durch flache O-W orientierte Pflanzfurchen leicht gestört. Am S-Rand zwei Findlinge. | 28933494 | BW   |
| 53° 10′ 17″ N, 10° 21′ 10″ O | Embsen 16, Grabhügel | Rund, Dm. 23 m; H. 1 m. Im Osten von Weg geschnitten. | 28935215 | BW   |
| 53° 10′ 21″ N, 10° 21′ 5″ O  | Embsen 17, Grabhügel | Rund, Dm. 13 m; H. 1,4 m. Rand abgesetzt und im Norden angegraben. Oberfläche unregelmäßig. In der Kuppe eine Eingrabung von 0,8 × 0,4 m Dm. | 28935217 | BW   |
| 53° 10′ 49″ N, 10° 21′ 12″ O | Embsen 18, Grabhügel | Oval, Ostnordost-Westsüdwest orientiert, L. 27 m; Br. 16 m; H. 1,3 m. Deutlich abgesetzt. Kuppe zu einem Plateau abgeflacht, im Westen höher, im Nordosten niedriger. Rand im Süden abgeböscht. Auf dem Hügel acht Findlinge und am Nordost-Rand ein weiterer.                  | 28935219 | BW   |
| 53° 10′ 55″ N, 10° 21′ 54″ O | Embsen 19, Grabhügel | Rund, Dm. 14 m, 0,8 m hoch. Ränder laufen aus. Zentrale Bereich durch eine Eingrabung von 3 m Dm. und 0,5 m T. gestört. Zahlreiche faust- bis überkopfgroße Granitsteine. N-Rand durch Acker angeschnitten.                                                                     | 28935223 | BW   |
| 53° 9′ 42″ N, 10° 20′ 0″ O   | Embsen 26, Grabhügel | Oval, Nordwest-Südost orientiert, L. 11 m; Br. 7 m; H. 0,5 m. Rand auslaufend. Einige Einkuhlungen. | 28935239 | BW   |
| 53° 11′ 0″ N, 10° 22′ 6″ O   | Embsen 34, Grabhügel | Annähernd rund, Dm. 20 m und H. etwa 1 m. Kuppe abgeflacht und Rand abgesetzt. Südöstlicher Bereich von einer Eintiefung (4 × 1,5-2 m, T. 0,6 m) gestört. Im Nordwesten eine Eintiefung (L. 4 m, Br. 1,5 m, T. 0,8 m). Tierbaue.                                                | 28935344 | BW   |
| 53° 9′ 25″ N, 10° 19′ 31″ O  | Embsen 36, Grabhügel | | 28935348 | BW   |

## Heinsen
| Lage                        | Bezeichnung           | Beschreibung | ID       | Bild |
| --------------------------- | --------------------- | --- | -------- | ---- |
| 53° 9′ 33″ N, 10° 21′ 5″ O  | Heinsen 1, Grabhügel  | Rand und Teile der Böschung im Nordwesten und im Süden durch alte Sandentnahmen abgetragen. Daher heute oval und Ost-West orientiert. L. 21 m; Br. 13,5 m; H. 2,4 m. Kuppe leicht nach Süden geneigt und eingedellt. | 28935360 | BW   |
| 53° 8′ 57″ N, 10° 20′ 59″ O | Heinsen 39, Grabhügel | Oval, (Nordwest-Südost orientiert), Länge ca.37 Meter, Breite ca. 29 Meter und Höhe ca. 2,6 Meter. | 28935723 | BW   |
| 53° 8′ 42″ N, 10° 20′ 9″ O  | Heinsen 48, Grabhügel | Fast rund, Dm. Ost-West 14 m, Nord-Süd 14,5 m; H. nach Osten 0,7 m; nach Westen 1,1 m. Südlich der Mitte alte Eingrabung von 3 m Durchmesser. Rand auslaufend.                                                       | 28931462 | BW   |
| 53° 8′ 51″ N, 10° 20′ 43″ O | Heinsen 49, Grabhügel | Fast rund, Dm. 17 m; H. 1,5 m. Rand abgesetzt. Von flachem Ostnordost-Westsüdwest verlaufenden Graben (Gemarkungsgrenze) überzogen.                                                                                  | 28929961 | BW   |

### Heinsen 2
ID:28935086; Östlich von Heinsen, östlich der Bahnlinie Soltau-Lüneburg liegt südlich und südwestlich des Osterberges, beiderseits eines Weges nach Kolkhagen eine Gruppe von  21 runden und fünf leicht ovalen relativ gut erhaltenen Grabhügeln; Dm. der runden 10–22 m; H. 0,75 – 1,8 m. Die ovalen Hügel haben 11,5 – 17 m L.; 10,5–14,5 m Br. und 1,1–1,5 m H. Bei FStNr. 18 und 21 ist die ovale Form auf Beschädigungen beim Wegebau zurückzuführen.

| Lage                        | Bezeichnung | Beschreibung | ID       | Bild |
| --------------------------- | ----------- | --- | -------- | ---- |
| 53° 9′ 31″ N, 10° 21′ 29″ O | Heinsen 2   | Fast rund, Dm. 15 m; H. ca. 0,9 m. Oberfläche unregelmäßig, flache Eingrabung im Bereich der Kuppe. Flache Pflanzfurchen.                                                                                    | 28935364 | BW   |
| 53° 9′ 35″ N, 10° 21′ 23″ O | Heinsen 3   | Fast rund, Dm. 14,5 m; H. 1 m. Kuppe abgeflacht und Rand abgesetzt. Flache Pflanzfurchen. Am Süd-Rand ein kopfgroßer Granitstein.                                                                            | 28935366 | BW   |
| 53° 9′ 34″ N, 10° 21′ 26″ O | Heinsen 4   | Fast rund, Dm. 22 m; H. noch 1,4 m. Rand abgesetzt. In der Kuppe sich große tiefe Eingrabung (Dm. 6 m; T. 1 m). Über die Süd-Hälfte eine Schneise von Ost nach West.                                         | 28935368 | BW   |
| 53° 9′ 30″ N, 10° 21′ 28″ O | Heinsen 5   | Fast rund, Dm. 15,6 m; H. 1,1 m. Pflanzfurchen. Einige bis überkopfgroße Granitsteine sichtbar. | 28935370 | BW   |
| 53° 9′ 35″ N, 10° 21′ 23″ O | Heinsen 6   | Fast rund, Dm. 14,5 m; H. 1,3 m. Kuppe abgeflacht und Rand abgesetzt. In der Kuppe eine längliche Eingrabung. An der West-Seite ein Findling.                                                                | 28935372 | BW   |
| 53° 9′ 31″ N, 10° 21′ 19″ O | Heinsen 7   | Fast rund, Dm. 14 m; H. 1,8 m. Kuppe abgeflacht und Rand abgesetzt. In der Kuppe eine tiefe Eingrabung. | 28935471 | BW   |
| 53° 9′ 30″ N, 10° 21′ 19″ O | Heinsen 8   | Rund, Dm. 11,8 m; H. 1,2 m. Kuppe abgeflacht und Rand abgesetzt. In der Kuppe eine große Eingrabung (Dm. 2,5 m; T. 0,9 m).                                                                                   | 28935473 | BW   |
| 53° 9′ 32″ N, 10° 21′ 17″ O | Heinsen 11  | Fast rund, Dm. 12,5 m; H. 0,8 m. Kuppe abgeflacht. In der Kuppe eine kleine Eingrabung. Flache Pflanzfurchen.                                                                                                | 28935477 | BW   |
| 53° 9′ 32″ N, 10° 21′ 15″ O | Heinsen 12  | Fast rund, Dm. 18 m; H. 1,9 m. Rand abgesetzt. Von flachen Pflanzfurchen überzogen. Einige bis kopfgroße Granitsteine und südlich der Kuppe eine Eingrabung.                                                 | 28935479 | BW   |
| 53° 9′ 34″ N, 10° 21′ 13″ O | Heinsen 13  | Nord-Rand durch Weg abgeschnitten, daher heute oval und Nordwest-Südost orientiert. L. 16 m; Br. 14,5 m; H. 1,1 m. Kuppe abgeflacht. Nordwest-Südost verlaufende Pflanzfurchen.                              | 28935481 | BW   |
| 53° 9′ 31″ N, 10° 21′ 10″ O | Heinsen 15  | Süd-Rand durch Rodungsarbeiten angeschnitten, daher heute oval und Ost-West orientiert. L. 17 m; Br. 13 m; H. 1,5 m. Nordöstlich der Kuppe eine große flache Mulde. Am Süd-Rand Granitsteine herausgerissen. | 28935485 | BW   |
| 53° 9′ 31″ N, 10° 21′ 18″ O | Heinsen 16  | Fast runde, Dm. 11 m; H. 0,4 m. Kuppe abgeflacht und Rand auslaufend. Oberfläche unregelmäßig und von Pflanzfurchen überzogen.                                                                               | 28935487 | BW   |
| 53° 9′ 36″ N, 10° 21′ 12″ O | Heinsen 17  | Rund, Dm. 13 m; H. 1,1 m. Rand abgesetzt. In der Kuppe eine weite flache Eintiefung. | 28935488 | BW   |
| 53° 9′ 35″ N, 10° 21′ 12″ O | Heinsen 18  | Oval, etwa Ost-West orientiert, L. 11,5 m; Br. 10,5 m; H. 1,3 m. Kuppe abgeflacht und Rand auslaufend. | 28935490 | BW   |
| 53° 9′ 36″ N, 10° 21′ 15″ O | Heinsen 19  | Rund, Dm. 15,6 m und H. 0,9 m. Kuppe abgeflacht und Rand läuft aus. Von Pflanzfurchen überzogen. | 28935492 | BW   |
| 53° 9′ 36″ N, 10° 21′ 17″ O | Heinsen 20  | Fast rund, Dm. 12 m; H. 0,9 m. Kuppe abgeflacht und Rand auslaufend. Von Pflanzfurchen überzogen. | 28935494 | BW   |
| 53° 9′ 36″ N, 10° 21′ 10″ O | Heinsen 21  | Oval, Ost-West orientiert, L. 15,5 m; Br. 13 m; H. 1,3 m. Kuppe abgeflacht. Rand abgesetzt und wird im Norden, Westen und Süden durch Wege angeschnitten. In der Kuppe eine Mulde.                           | 28935496 | BW   |
| 53° 9′ 37″ N, 10° 21′ 15″ O | Heinsen 22  | Fast rund, Dm. 10 m und H. 0,8 m. Kuppe abgeflacht und Rand läuft aus. Oberfläche unregelmäßig und von Pflanzfurchen überzogen.                                                                              | 28935498 | BW   |
| 53° 9′ 37″ N, 10° 21′ 13″ O | Heinsen 23  | Fast rund, Dm. 17,5 m; H. 1,5 m. Rand auslaufend. Von Pflanzfurchen überzogen. | 28935500 | BW   |
| 53° 9′ 34″ N, 10° 21′ 20″ O | Heinsen 24  | Fast rund, Dm. 18,5 m; H. noch 1,4 m. Kuppe abgeflacht und nach Südwesten geneigt, Rand abgesetzt. In der Kuppe weite flache Eingrabung. Vereinzelte bis überkopfgroße Granitsteine sichtbar.                | 28935597 | BW   |
| 53° 9′ 34″ N, 10° 21′ 24″ O | Heinsen 45  | Fast rund am oberen Rand eines flach geneigten Südwest-Hanges. Dm. 11,5 m; H. 0,7 m. Pflanzfurchen. | 28935735 | BW   |
| 53° 9′ 38″ N, 10° 21′ 16″ O | Heinsen 46  | Leicht oval, Nordost-Südwest orientiert, L. 15,5 m; Br. 14 m; H. 1,2 m. Oberfläche unregelmäßig und von Pflanzfurchen durchzogen. Am Südost-Rand ein doppeltkopfgroßer Granitstein.                          | 28935737 | BW   |

### Heinsen 25
ID:28935086; Ca. 2000 m nordnordöstlich von Betzendorf, ca. 2200 m südsüdwestlich von Embsen, ca. 1100 m westsüdwestlich von Heinsen liegen auf einem leichten Nord-Hang 16 runde und acht ovale Erdhügel. Hinzu kommen ein zerstörter Hügel in Betzendorf (FStNr. 17) und eine Erhöhung in Embsen (FStNr. 35), bei der es sich ebenfalls um einen Grabhügelrest oder um Aushub von einem zerstörten Grabhügel handelt.

| Lage                        | Bezeichnung | Beschreibung | ID       | Bild |
| --------------------------- | ----------- | --- | -------- | ---- |
| 53° 9′ 24″ N, 10° 19′ 35″ O | Heinsen 25  | Fast rund, Dm. 14 m; H. 1,1 m. Rand abgesetzt und Kuppe abgeflacht. Von Pflanzfurchen überzogen. | 28935601 | BW   |
| 53° 9′ 24″ N, 10° 19′ 43″ O | Heinsen 26  | Fast rund, Dm. 16 m; H. 1,6 m. Rand abgesetzt. Nordwestlich der Mitte und in der nordöstlichen Böschung tiefe Eingrabungen und im Süd-Bereich drei flachere Eingrabungen. Im Südosten von Weg angeschnitten.                                     | 28935603 | BW   |
| 53° 9′ 19″ N, 10° 19′ 39″ O | Heinsen 27  | Fast rund, Dm. 13 m; H. 0,7 m. Kuppe abgeflacht. Rand schwach abgesetzt und nach Süden auslaufend. Im Südosten durch Weg angeschnitten. Der Südsüdost-Bereich der Böschung ist schwach eingedellt.                                               | 28935605 | BW   |
| 53° 9′ 20″ N, 10° 19′ 35″ O | Heinsen 28  | Fast rund, Dm. 14 m; H. 1,1 m. Rand abgesetzt. In der Kuppe eine weite, etwa wadentiefe Mulde. Von Pflanzfurchen überzogen. | 28935607 | BW   |
| 53° 9′ 24″ N, 10° 19′ 37″ O | Heinsen 29  | Leicht oval, Nord-Süd orientiert, L. 14 m; Br. 11 m; H. 1,1 m. Rand abgesetzt und Kuppe abgeflacht. | 28935609 | BW   |
| 53° 9′ 24″ N, 10° 19′ 37″ O | Heinsen 30  | Rund, Dm. 15 m; H. 0,7 m. Kuppe leicht eingesenkt. Rand abgesetzt und im Nordwesten angegraben. Von Ostnordost nach Westsüdwest eine Schneise. Einige kopfgroße Steine sichtbar.                                                                 | 28935611 | BW   |
| 53° 9′ 23″ N, 10° 19′ 36″ O | Heinsen 31  | Dm. 17 m; H. 1,4 m. Hochgewölbt mit abgesetztem Rand. Oberfläche uneben, darin Pflanzfurchen und mehrere Eingrabungen (T. ca. 0,5 m; L. 2-3 m). Von Westsüdwest nach Ostnordost eine Schneise. Einige kopfgroße Steine sichtbar.                 | 28935613 | BW   |
| 53° 9′ 24″ N, 10° 19′ 35″ O | Heinsen 32  | Rest eines Grabhügels. Der noch erhaltene Teil ist langgestreckt und Ostnordost-Westsüdwest orientiert. L. 10 m; Br. 5 m; H. 0,4 m. Nur der Süd-Rand ist noch erhalten; dieser läuft nach Süden aus und ist von flachen Pflanzfurchen überzogen. | 28935615 | BW   |
| 53° 9′ 21″ N, 10° 19′ 33″ O | Heinsen 33  | Rund, Dm. 14,5 m; H. 1,1 m. Kuppe abgeflacht. | 28935617 | BW   |
| 53° 9′ 19″ N, 10° 19′ 31″ O | Heinsen 34  | Fast rund, Dm. 15 m; H. 1 m. Kuppe abgeflacht und Rand abgesetzt. Oberfläche zerwühlt. | 28935619 | BW   |
| 53° 9′ 18″ N, 10° 19′ 32″ O | Heinsen 35  | Durch Grenzgraben von Westsüdwesten her zu einem Drittel abgetragen, daher heute langgestreckt und Nordnordwest-Südsüdost orientiert. L. 12 m; Br. 8 m; H. 0,5 m. Kuppe abgeflacht. Erhaltene Ränder auslaufend und Oberfläche zerwühlt.         | 28935621 | BW   |
| 53° 9′ 25″ N, 10° 19′ 40″ O | Heinsen 36  | N- und NW-Rand abgetragen, daher oval. NO-SW orientiert. L. 10,5 m; Br. ca. 8 m; H. 0,6 m. Erhaltene Ränder laufen aus. Schneise von ONO nach WSW. Auf der südöstlichen Böschung eine Eintiefung.                                                | 28935623 | BW   |
| 53° 9′ 22″ N, 10° 19′ 35″ O | Heinsen 37  | Rund, hochgewölbt, Dm. 17 m; H. 1,5 m. Rand abgesetzt. Von Nordost nach Südwest eine Schneise mit Holzrückspuren. | 28935625 | BW   |
| 53° 9′ 23″ N, 10° 19′ 33″ O | Heinsen 38  | Rund, Dm. 17 m; H. 1,3 m. Rand abgesetzt. In der Kuppe eine weite flache Mulde. Von Pflanzfurchen überzogen und am Nord-Rand verlaufen Holzrückspuren.                                                                                           | 28935627 | BW   |
| 53° 9′ 19″ N, 10° 19′ 37″ O | Heinsen 41  | Rund, Dm. 14 m; H: 0,9 m. Kuppe abgeflacht und Rand auslaufend. In der Kuppe eine Mulde. | 28935727 | BW   |
| 53° 9′ 20″ N, 10° 19′ 37″ O | Heinsen 42  | Fast rund, Dm. 12 m; H. 1 m. Kuppe abgeflacht und Rand schwach abgesetzt. Von Pflanzfurchen überzogen. | 28935729 | BW   |
| 53° 9′ 22″ N, 10° 19′ 39″ O | Heinsen 43  | Rund, Dm. 13 m; H. 1,2 m. Rand abgesetzt. Von Pflanzfurchen überzogen. | 28935731 | BW   |
| 53° 9′ 23″ N, 10° 19′ 41″ O | Heinsen 44  | Rund, Dm. 16 m; H. 1,1 m. Rand schwach abgesetzt. In der Kuppe eine Mulde. Von Pflanzfurchen überzogen. | 28935733 | BW   |

## Oerzen
| Lage                         | Bezeichnung         | Beschreibung | ID       | Bild |
| ---------------------------- | ------------------- | --- | -------- | ---- |
| 53° 11′ 0″ N, 10° 18′ 2″ O   | Örzen 1, Grabhügel  | Fast rund, Dm. 14 m; H. 1,2 m. Kuppe abgeflacht. Nord-Rand durch tiefe Fahrspur angeschnitten. Weitere Fahrspur in Ost-West Richtung. | 28931181 | BW   |
| 53° 11′ 1″ N, 10° 18′ 4″ O   | Örzen 2, Grabhügel  | Oval, Ost-West orientiert, L. 12 m; Br. 10 m; H. 0,4 m. Kuppe abgeflacht und der Rand auslaufend. Nord-Bereich durch einen Weg angeschnitten. Wenige bis kopfgroße Granitsteine sichtbar. | 28931183 | BW   |
| 53° 11′ 2″ N, 10° 18′ 4″ O   | Örzen 3, Grabhügel  | Fast rund, Dm. 20 m; H. 1,3 m. Im Zentrum eine kleine Eingrabung. Von Pflanzfurchen und einer Schneise in Ostnordost-Westsüdwest Richtung überzogen. | 28931185 | BW   |
| 53° 11′ 3″ N, 10° 18′ 8″ O   | Örzen 4, Grabhügel  | Oval, Ost-West orientiert, L. 12 m; Br. 10 m; H. 1 m. Rand wird von Fahrspur in Ostnordost-Westsüdwest Richtung geschnitten. Südlich und unmittelbar nördlich verlaufen Schneisen. | 28931187 | BW   |
| 53° 11′ 4″ N, 10° 17′ 47″ O  | Örzen 5, Grabhügel  | Fast rund, Dm. 18 m; H. 1 m. Im Zentrum flache Eingrabung (L. 4,5 m; Br. 2,5 m; T. 0,4 m). Südwestlich der Mitte großer Granitstein. Ost-Rand durch Waldpfad angeschnitten. | 28931189 | BW   |
| 53° 11′ 7″ N, 10° 17′ 50″ O  | Örzen 6, Grabhügel  | Fast rund, Dm. 16 m; H. 0,8 m. Süd-Hälfte durch Weg in Richtung Ostnordost-Westsüdwest beschädigt. Flache Pflanzfurchen in Richtung Ostnordost-Westsüdwest. | 28931191 | BW   |
| 53° 10′ 16″ N, 10° 19′ 6″ O  | Örzen 7, Grabhügel  | Rund, Dm. 14 m; H. 0,8 m. In der Kuppe eine flache Mulde, Rand auslaufend. Von flachen Pflanzfurchen überzogen. | 28931193 | BW   |
| 53° 10′ 50″ N, 10° 16′ 54″ O | Örzen 8, Grabhügel  | Fast rund, Dm. 20 m; H. 1,3 m. WSW-Bereich durch Waldweg teilweise abgetragen. Je eine Eingrabung im Zentrum und im N-Bereich. | 28931195 | BW   |
| 53° 11′ 39″ N, 10° 18′ 39″ O | Örzen 9, Grabhügel  | Ehemals rund. Süd-Rand und Süd-Böschung abgeschnitten, daher heute halbkreisförmig und Ost-West orientiert. L. 12 m; Br. 9 m; H. 1 m. Oberfläche unregelmäßig. Westlich der Mitte große Eingrabung (L. 4 m; Br. 2 m; T. 0,5 m), eine weitere Mulde östlich davon. Am Nordost-Rand drei kleine Granitsteine. | 28931197 | BW   |
| 53° 11′ 40″ N, 10° 18′ 40″ O | Örzen 10, Grabhügel | Rund, Dm. 12,5 m; H. 0,8 m. Kuppe abgeflacht. Oberfläche unregelmäßig, darin verschiedene Mulden und Vertiefungen. | 28931199 | BW   |
| 53° 11′ 41″ N, 10° 18′ 39″ O | Örzen 11, Grabhügel | Rund mit randlichen Beschädigungen. Dm. 12,5; H. 0,7 m. Oberfläche sehr unregelmäßig, darin zahlreiche Störungen durch Pflanzfurchen und andere Vertiefungen. | 28931201 | BW   |
| 53° 11′ 42″ N, 10° 18′ 48″ O | Örzen 12, Grabhügel | Fast rund, Dm. 15 m; H. 1 m. Zentrale Eingrabung (wohl Geschützstellung), (L. 8 m; Br. 4,5 m; T. 1,5 m). Am Nordost- und Südwest-Rand je zwei Granitsteine. Südwest-Rand angegraben. | 28931203 | BW   |
| 53° 11′ 42″ N, 10° 18′ 51″ O | Örzen 13, Grabhügel | Fast rund, Dm. 11,5 m; H. 0,8 m. Oberfläche unregelmäßig. In der Kuppe eine Ost-West orientierte Vertiefung. Rand auslaufend. Flache Pflanzfurchen in Ost-West-Richtung. | 28931205 | BW   |
| 53° 11′ 43″ N, 10° 18′ 55″ O | Örzen 14, Grabhügel | Oval, Ost-West orientiert, L. 12,5 m; Br. 10 m; H. 0,4 m. Kuppe abgeflacht und Rand auslaufend. Am Süd-Rand eine Ost-West orientierte Fahrspur. | 28931207 | BW   |
| 53° 11′ 43″ N, 10° 18′ 47″ O | Örzen 16, Grabhügel | Fast rund, Dm. 14 m; H. 0,9 m. Kuppe abgeflacht. Oberfläche unregelmäßig, darin verschiedene kleine Vertiefungen, Fahrspuren und Tierbaue. | 28931305 | BW   |
| 53° 11′ 44″ N, 10° 18′ 45″ O | Örzen 17, Grabhügel | Fast rund, Dm. 16 m; H. 1 m. Kuppe eingesenkt und Oberfläche unregelmäßig. Am Nordnordwest-Rand ragt ein großer Granitstein heraus. | 28931307 | BW   |
| 53° 11′ 49″ N, 10° 18′ 49″ O | Örzen 18, Grabhügel | Fast rund, Dm. 14 m; H. 1,2 m. Kuppe abgeflacht und stark nach Westen geneigt. Rand im Westen auslaufend, sonst abgesetzt. Am Süd-Rand eine Fahrspur. | 28931309 | BW   |
| 53° 11′ 48″ N, 10° 18′ 47″ O | Örzen 19, Grabhügel | Fast rund, Dm. 17 m; H. 1,3 m. Kuppe abgeflacht und Rand abgesetzt. Am Südost-Rand ein Granitstein. Alte Fahrspur in Ost-West Richtung. | 28931311 | BW   |
| 53° 11′ 44″ N, 10° 18′ 36″ O | Örzen 20, Grabhügel | Fast rund, oberhalb eines kurzen steileren West-Hanges. Dm. 14 m; H. noch 0,8 m. In der Kuppe eine große weite Mulde (Dm. 5 m; T. 0,4 m). | 28931313 | BW   |
| 53° 11′ 47″ N, 10° 18′ 32″ O | Örzen 21, Grabhügel | Fast rund, Dm. 12 m; H. 0,6 m. Rand nach Süden abgesetzt, sonst auslaufend. fast runder Grabhügel. Dm. 12 m; H. 0,6 m. Der Rand ist nach Süden abgesetzt, sonst auslaufend. Von Pflanzfurchen in Richtung Ost-West überzogen. Mehrere Granitsteine erkennbar.                                               | 28931315 | BW   |
| 53° 10′ 36″ N, 10° 19′ 29″ O | Örzen 32, Grabhügel | Rund, Dm 15 m; H. 0,95 m. Kuppe abgeflacht und Rand abgesetzt. Westlich der Mitte eine kleine Vertiefung. | 28934980 | BW   |
| 53° 10′ 36″ N, 10° 19′ 30″ O | Örzen 33, Grabhügel | Rund, Dm. 12,5 m; H. 0,8 m. Umgeben von Fahrspuren. | 28934982 | BW   |
| 53° 10′ 47″ N, 10° 19′ 34″ O | Örzen 44, Grabhügel | Rest eines fast runden Grabhügels. Dm. ca. 10,5 m; H. nicht messbar, da Hügel weitgehend abgetragen ist. Oberfläche unregelmäßig und im Osten eine große quadratische Vertiefung (Seitenlänge 1,5 m; T. 0,5 m).                                                                                             | 28935082 | BW   |
| 53° 11′ 44″ N, 10° 18′ 42″ O | Örzen 45, Grabhügel | Oval, Ost-West orientiert, L. 10 m; Br. 8,5 m; H. 0,4 m. Kuppe abgeflacht und Rand auslaufend. Flache, Ost-West ausgerichtete Pflanzfurchen. | 28931333 | BW   |
| 53° 10′ 37″ N, 10° 19′ 22″ O | Örzen 49, Grabhügel | Fast rund, Dm. 14 m; H. 0,7 m. Kuppe abgeflacht. | 28931440 | BW   |
| 53° 10′ 21″ N, 10° 18′ 36″ O | Örzen 51, Grabhügel | Rund, Dm. 11 m; H. 0,6 m. In der Kuppe Eingrabung (Dm. 3,5 m; T. 0,5 m). Rand nach Norden abgesetzt, sonst auslaufend. Nach Südsüdwesten zwei Granitsteine. | 28931335 | BW   |
| 53° 10′ 21″ N, 10° 18′ 37″ O | Örzen 52, Grabhügel | Rund, Dm. ca. 9 m; H. ca. 0,5 m. Rand auslaufend. Im West-Teil der Kuppe eine Mulde (L. 4,5 m; Br. 2,5 m; T. 0,5 m). Am Ost-Rand eine schmale grabenförmige Eintiefung. | 28931337 | BW   |
| 53° 11′ 9″ N, 10° 17′ 48″ O  | Örzen 53, Grabhügel | Rest eines Grabhügels. Nordwest-Bereich abgetragen, daher heute annähernd halbkreisförmig-sichelförmig und Nordost-Südwest orientiert. L. 20 m; Br. 11 m; H. 1,2 m. Östlich und südöstlich vom Zentrum je ein Schützenloch. Oberfläche unregelmäßig.                                                        | 28931434 | BW   |
| 53° 11′ 8″ N, 10° 17′ 51″ O  | Örzen 54, Grabhügel | Fast rund, Dm. 17 m; H. 0,9 m. Kuppe abgeflacht. Darin eine Mulde (Dm. 3 m; T. 0,3 m). Rand abgesetzt. | 28931436 | BW   |

### Oertzen 22
ID:28931572; Nordwestlich von Oerzen liegt eine Gruppe von acht erhaltenen und zwei zerstörten Grabhügeln (FStNr. 24, 40). Sechs der erhaltenen Hügel sind rund oder fast rund, (Durchmesser zwischen 15 und 21 m, Höhe zwischen 0,7 und 1,7 m). Zwei Hügel (FStNr. 25 und 29) sind oval (Länge 21 bzw. 22,5 m; Höhe 1,3 bzw. 1,7 m).

| Lage                         | Bezeichnung | Beschreibung | ID       | Bild |
| ---------------------------- | ----------- | --- | -------- | ---- |
| 53° 11′ 51″ N, 10° 19′ 8″ O  | Örzen 22    | Fast rund, Dm. 20 m; H. 0,9 m. In der Kuppe mehrere flache Mulden. | 28931317 | BW   |
| 53° 11′ 52″ N, 10° 19′ 11″ O | Örzen 23    | Rund, Dm. 16 m; H. 0,9 m. In der Kuppe weite, flache Vertiefung (Dm. 3 m; T. 0,3 m). Rand abgesetzt, Nord-Rand stößt an Acker , West-Rand reicht an Acker heran.                                       | 28931319 | BW   |
| 53° 11′ 57″ N, 10° 19′ 9″ O  | Örzen 25    | Leicht oval, Nord-Süd orientiert, L. 21 m; Br. 18,5 m; H. 1,3 m. Im Zentrum eine Nordnordwest-Südsüdost verlaufende längliche, flache Eingrabung. Weitere flache Mulden östlich davon. Rand abgesetzt. | 28931321 | BW   |
| 53° 11′ 58″ N, 10° 19′ 9″ O  | Örzen 26    | Rund, Dm. 16 m; H. 1,2 m. Kuppe abgeflacht und Rand abgesetzt. Am Ost-Rand grabenförmige Rinne. Im Zentrum ein Findling (Maße oberhalb der Erde: 1,6 × 1,1 × 0,8 m).                                   | 28931323 | BW   |
| 53° 11′ 59″ N, 10° 19′ 7″ O  | Örzen 27    | Fast rund, Dm. 20,5 m; H. 1,7 m. Rand abgesetzt und Kuppe abgeflacht. Einige kleine Eingrabungen sichtbar.                                                                                             | 28931325 | BW   |
| 53° 12′ 1″ N, 10° 19′ 1″ O   | Örzen 28    | Fast rund, Dm. 16 m; H. 0,9 m. Rand auslaufend und Kuppe abgeflacht. | 28931327 | BW   |
| 53° 12′ 1″ N, 10° 19′ 6″ O   | Örzen 29    | Ehemals rund, jetzt oval und Nordost-Südwest orientiert, L. 22,5 m; Br. 19 m; H. 1,7 m. Im Südosten durch Weg angeschnitten und etwas abgetragen. Kuppe abgeflacht. Wenige Steine sichtbar.            | 28931329 | BW   |
| 53° 11′ 50″ N, 10° 19′ 7″ O  | Örzen 41    | Fast rund, auf einer ebenen Hochfläche. Dm. 15 m; H. 0,7 m. Kuppe abgeflacht. Nordwestlich der Mitte eine Eingrabung.                                                                                  | 28931331 | BW   |